# 阿爾及利亞奧林匹克委員會
阿爾及利亞奧林匹克委員會（Algerian Olympic Committee）是阿爾及利亞的國家奧林匹克委員會。該組織成立於1963年，是國際奧委會和非洲國家奧林匹克委員會聯合會的成員。1964年，首次派員參加在日本東京舉行的夏季奧運會。
現時，阿爾及利亞奧林匹克委員會設在該國首都阿爾及爾，主席是Mustapha Berraf。

## 資料來源
1. ↑  .   [2014-03-22]. （原始内容存档于2020-04-17）.